# Complete & Unbelievable: The Otis Redding Dictionary of Soul
| 전문가 평가                   | 전문가 평가 |
| 평가 점수                     | 평가 점수   |
| 출처                          | 점수        |
| ----------------------------- | ----------- |
| Allmusic                      | [ 1 ]       |
| Encyclopedia of Popular Music | [ 2 ]       |
| MusicHound R&B                | 4/5         |
| The Rolling Stone Album Guide | [ 4 ]       |

《Complete & Unbelievable: The Otis Redding Dictionary of Soul》은 미국의 솔 싱어송라이터 오티스 레딩의 다섯 번째 스튜디오 음반이자 그가 죽기 전에 발매된 그의 마지막 솔로 스튜디오 음반이다. 성공적인 《Otis Blue/Otis Redding Sings Soul》과 위스키 어 고 고에서의 그의 공연은 미국 전역에서 그의 명성을 상승하게 만들었다. 음반의 첫 번째 면은 주로 커버 버전을 포함하고 있고, 두 번째 곡은 주로 레딩이 작곡했다.
《The Otis Redding Dictionary of Soul》은 1966년 10월 스택스 레코드에서 발매되었으며 빌보드 200과 R&B LP 차트에서 각각 73위와 5위로 정점을 찍었다. 이 음반은 〈Fa-Fa-Fa-Fa-Fa (Sad Song)〉와 〈Try a Little Tenderess〉라는 두 개의 싱글을 제작했다. 2012년, 이 음반은 《롤링 스톤》의 역사상 가장 위대한 음반 500장 목록에서 254위에 올랐다. 추가 트랙뿐만 아니라 오리지널 음반의 스테레오와 모노 믹스를 포함하는 확장 버전이 2016년에 발매되었다.

## 배경
레딩의 세 번째 음반인 《Otis Blue/Otis Redding Sings Soul》의 성공으로 스택스 레코드가 재편성되었다. 미국의 스택스 레코드의 프로듀서이자 공동 설립자인 필 월든은 퍼시 슬레지, 조니 테일러, 클래런스 카터, 에디 플로이드를 포함한 음악가들과 계약을 맺었고, 레딩과 함께 그들은 아서 콘리가 2개, 빌리 영과 로레타 윌리엄스가 1개, 레드월 뮤직이 1개 등 4개의 음반만 발매한 제작사 "조티스 레코드"(조 갈킨과 오티스에서 파생)를 설립했다.
레딩은 선셋 스트립의 나이트클럽 위스키 어 고 고에서 백인 관객들 앞에서 공연하기로 결정했고, 미국 서부에서 공연한 최초의 솔 아티스트 중 한 명이 되었다. 그의 공연은 언론으로부터 비평가들의 찬사를 받았고, 음악가 밥 딜런은 그에게 그의 히트곡인 〈Just Like a Woman〉의 대체 곡을 제안했지만 그는 제안을 거절했다. 그곳에서 공연을 한 후 그는 새로운 노래를 계속 녹음하기 위해 스택스 스튜디오로 돌아갔다. 이것은 그의 마지막 솔로 스튜디오 음반이 될 것이다.

## 곡 목록
모든 곡들은 특별한 언급이 없는 한 오티스 레딩에 의해 작사/작곡하였다.
| #  | 제목                          | 작사·작곡                                | 재생 시간 |
| -- | ----------------------------- | ---------------------------------------- | --------- |
| 1. | 〈Fa-Fa-Fa-Fa-Fa (Sad Song)〉 | 스티브 크로퍼, 레딩                      | 2:44      |
| 2. | 〈I'm Sick Y'all〉            | 크루퍼, 데이비드 포터, 레딩              | 2:57      |
| 3. | 〈Tennessee Waltz〉           | 피 위 킹, 레드 스튜어트                  | 2:57      |
| 4. | 〈Sweet Lorene〉              | 아이작 헤이스, 알 벨, 레딩               | 2:31      |
| 5. | 〈Try a Little Tenderness〉   | 지미 캠벨, 레지널드 코넬리, 해리 M. 우즈 | 3:51      |
| 6. | 〈Day Tripper〉               | 존 레논, 폴 매카트니                     | 2:36      |

| #   | 제목                       | 작사·작곡    | 재생 시간 |
| --- | -------------------------- | ------------ | --------- |
| 7.  | 〈My Lover's Prayer〉      |              | 3:12      |
| 8.  | 〈She Put the Hurt on Me〉 |              | 2:40      |
| 9.  | 〈Ton of Joy〉             |              | 2:56      |
| 10. | 〈You're Still My Baby〉   | 척 윌리스    | 3:53      |
| 11. | 〈Hawg for You〉           |              | 3:30      |
| 12. | 〈Love Have Mercy〉        | 헤이스, 포터 | 2:29      |